# Thryssa gautamiensis
Thryssa gautamiensis är en fiskart som beskrevs av Babu Rao, 1971. Thryssa gautamiensis ingår i släktet Thryssa och familjen Engraulidae. IUCN kategoriserar arten globalt som otillräckligt studerad. Inga underarter finns listade i Catalogue of Life.